# Hans B. Pacejka
Hans Bastiaan Pacejka (Rotterdam, 12 settembre 1934 – 17 settembre 2017) è stato un ingegnere e fisico olandese, grande esperto di dinamica dei sistemi veicolari e in particolare di dinamica degli pneumatici, campi nei quali i suoi lavori sono ora riferimenti fondamentali. È stato professore emerito all'Università tecnica di Delft, nei Paesi Bassi.

## I modelli di pneumatici della "formula magica" di Pacejka

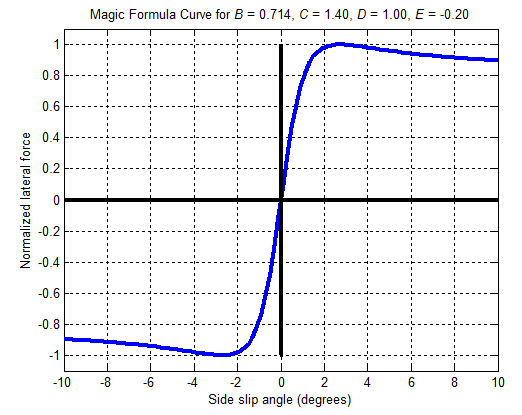
La curva della formula magica

Pacejka ha sviluppato una serie di modelli di progettazione di pneumatici durante gli ultimi 20 anni. Furono chiamati la "formula magica" perché non c'è nessuna particolare base fisica per la struttura delle equazioni scelte, ma si adattano a un'ampia varietà di costruzioni di pneumatici e di condizioni operative. Ciascuno pneumatico è caratterizzato da 10-20 coefficienti per ogni forza importante che può produrre nella zona di contatto, tipicamente forza laterale e longitudinale, e momento di autoallineamento, come migliore adattamento tra i dati sperimentali e il modello. Questi coefficienti sono poi usati per ricavare equazioni che mostrano quanta forza è generata per un dato carico verticale sullo pneumatico, una data campanatura e un dato angolo di deriva.
I modelli degli pneumatici di Pacejka sono ampiamente usati nelle simulazioni professionali della dinamica dei veicoli, e nei giochi con auto da corsa, in quanto sono ragionevolmente accurati, facili da programmare e forniscono soluzioni rapide. Un problema con il modello di Pacejka è che quando è implementato nel codice informatico, non funziona per le basse velocità (intorno alla velocità di entrata ai box), perché un termine della velocità al denominatore fa divergere la formula. Un'alternativa ai modelli degli pneumatici di Pacejka sono i modelli di pneumatici a spazzola, che possono essere derivati analiticamente, sebbene l'adattamento della curva empirica è ancora richiesto per una buona correlazione, e tendono ad essere meno accurati dei modelli FM.
La forma generale della formula magica è:
{\displaystyle R(k)=d\cdot sin\{c\cdot arctan[b(1-e)k+e\cdot arctan(bk)]\}\,}
dove b, c, d ed e rappresentano costanti di adattamento ed R è una forza o momento che risulta da un parametro di deriva k.